# Jarcutã
Jarcutã, Jarkutan, Djarkutan ou Dzarkutan (em usbeque: Jarqoʻton) é o sítio arqueológico de um assentamento pré-histórico protourbana da Idade do Bronze no Usbequistão, que foi um centro duma civilização antiga da Báctria, ocupado pelo menos desde o século XX a.C., que foi ocupado até ao século X a.C. e faz parte do complexo arqueológico da Báctria-Margiana (BMAC) e à cultura arqueológica de Sapalli. Situa-se a pouca distância da margem direita (ocidental) do rio Surcã Dária (Surxondaryo, aflunete do Amu Dária), na parte ocidental da província de Surcã Dária (Surxondaryo), no sul do país, cerca de cinco quilómetros a sudeste de Sherabad e 50 km a noroeste de Termez.

## Descrição
É o assentamento urbano mais antigo conhecido no Usbequistão. As suas casas de tijolo e ruas ocupavam quase 100 hectares de área, dominadas por uma cidadela com muralhas altas com cerca de cem por cem metros. O nível do final do segundo milénio a.C. apresenta caraterísticas que permitem classificá-lo como cidade-estado primitiva, como sejam a densidade populacional, existência de muralhas de defesa, edifícios religiosos e de residentes abastados, palácio do governante, etc. Este processo de urbanização e de sofisticação política foi possibilitada pela agricultura. A povoação era o centro dum oásis da Báctria.
A povoação estava dividida em duas partes: a chamada ark (cidadela), onde funcionava o governo e havia um santuário, e o shahristan, onde se situavam as áreas residenciais e de oficinas e templos. Um dos edifícios religiosos era um templo de fogo, constituído por uma plataforma com um altar ao centro, rodeada por uma parede retangular com torres. Este templo, alguns túmulos e achados estão associados ao culto protozoroastrista.
Durante a escavação de um dos edifícios da cidadela foi descoberta uma estrutura onde se processava metal, nomeadamente bronze. Os fornos de fundição de Djarkutan apresentam uma complexidade muito maior do que o se encontra em outros sítios arqueológicos do mesmo período, pois permitiam fundir 25 a 30 kg duma só vez em dois fornos, o que revela um grande avanço tecnológico, havendo alguns estudiosos a chamarem à estrutura uma "fábrica metalúrgica da Idade do Bronze".
A urbanização era menos compacta do que a de Sapalli Tepe, outro assentamento da Idade do Bronze perto de Bucara, com as casas mais separadas entre si. Devido à distribuição espacial das residências e existência de vários cemitérios, os arqueólogos acreditam que possivelmente a sociedade estava dividida em clãs, diferenciados em termos de status social e económico. Os cemitérios situam-se junto a cada um dos conjuntos de residências. Aparentemente cada um dos clãs e correspondente área na cidade eram especializados em determinado tipo de atividade e há também diferenças de ritos fúnebres e religiosos entre clãs.
Inicialmente, as áreas "industriais" estavam misturadas com as áreas residenciais, mas a partir de certa altura, provavelmente devido ao crescimento da população e ao desenvolvimento industrial e tecnológico, passou a haver uma separação mais clara entre áreas industriais e residenciais. Essa mudança é atestada pelos dados conhecidos sobre a produção de cerâmica na colina n.º 1 do sítio arqueológico. Existiram áreas industriais de dimensão significativa, onde havia grandes fornos com duas câmaras e dois níveis. Nas áreas industriais não havia cemitérios, o que reforça a hipótese de não serem usados como áreas residenciais. A separação entre áreas residenciais e cemitérios também se acentuou na mesma altura em que as áreas industriais se separaram, mas a distinção entre clãs manteve-se.
O sítio foi escavado pela primeira vez em 1973 por uma equipa germano-usbequistanesa liderada pelos arqueólogos uzbequistaneses Sh. R. Pidaev, V. N. Pilipko, e A. A. Askarov e pelo menos mais uma vez cerca de 1998–2003, por uma equipa do Instituto de Arqueologia da Academia de Ciências Usbequistanesa. Durante as escavações foram encontrados mais de 1 500 sepultamentos, os mais recentes deles de ossos limpos, sem tecidos moles. Entre os achados há ferramentas de bronze, joias (incluindo alfinetes com a parte superior em forma de muflão, ovelha, etc.); selos de bronze, pedra, cerâmica, alabastro com ornamentos geométricos ou de imagens de animais. No templo foram encontradas estatuetas de cerâmica antropomórficas e zoomórficas, vasilhas em forma de aves aquáticas, fragmentos de vasilhas doutros tipos e carrinhos com imagens riscadas (pássaros, carneiros, burros, cobras, rãs, javalis, gatos selvagens, escorpiões, etc.).